# Scutum-Centaurus-Arm

Struktur der Spiralarme der Milchstraße

Schema der Spiralstruktur der Milchstraße, Scutum-Centaurus-Arm in grün

Der Scutum-Centaurus-Arm, auch Scutum-Crux-Arm, ist neben dem Perseusarm einer der beiden Hauptspiralarme der Milchstraße. Er wird gebildet von einem langen, diffusen Band aus Sternen, Gas und interstellarem Staub, das sich vom Ende des zentralen Balkens spiralförmig nach außen ausdehnt.
Nahe dem Balken wird der Arm als Scutumarm und weiter außen als Centaurusarm bezeichnet, nach den Sternbildern Schild und Zentaur, in denen er zu finden ist. Außen wird er nach dem Kreuz des Südens auch Scutum-Crux-Arm genannt, befindet sich jedoch näher an Centaurus als an Crux. Der mittlere Teil des Arms kann wegen der Zone of Avoidance nur schwer beobachtet werden.

## Übersicht
Spiralgalaxien haben die Form einer Scheibe, die sich in der Mitte wölbt (Bulge). Aufgrund von Dichtefluktuationen und daraus folgenden Gravitationsunterschieden sowie der Rotation der Sterne um das galaktische Zentrum entstehen Spiralarme, die aus Sternen und Sternhaufen, interstellaren Wolken (Nebeln) und kosmischem Staub bestehen. Seit den 1950ern wird die Anzahl der Spiralarme der Milchstraße häufig mit vier angegeben; neben dem Perseusarm und dem Scutum-Centaurus-Arm, die aus dem Balken hervorgehen, sind dies der Norma-Arm und der Carina-Sagittarius-Arm, der sich in der galaktischen Ebene hinter dem Scutum-Centaurus-Arm befindet. Das Sonnensystem befindet sich in einem kleineren Nebenarm, dem Orionarm. Verschiedene Autoren geben jedoch unterschiedliche Anzahlen an oder erläutern Nuancen.

## Eigenschaften
Der Arm umschließt einen großen Teil des Winkels in der galaktischen Ebene. 2011 wurde die Entdeckung des sogenannten Äußeren Scutum-Centaurus-Arms etwa 15.000 Parsec vom Zentrum der Milchstraße bekanntgegeben.
2014 wurde eine mögliche Verlängerung des Arms in den zweiten äußeren galaktischen Quadranten entdeckt, mit welcher der Scutum-Centaurus-Arm 360° um das Zentrum der Milchstraße reichen würde und mit Abstand der längste Arm der Milchstraße wäre. In anderen Spiralgalaxien wird dies nur sehr selten beobachtet. Aufgrund der galaktischen Verformung ragt der Scutum-Centaurus-Arm bis zu 4° aus der Ebene.
Die Region, in der sich der Scutum-Centaurus-Arm mit dem galaktischen Balken verbindet, ist reich an Sternentstehung und offenen Sternhaufen. Zwischen 2006 und 2010 wurden im Arm vier große, junge Sternhaufen gefunden, die insgesamt etwa 70 Rote Überriesen enthalten und folglich Red Supergiant Cluster 1 bis 4 genannt wurden. Obwohl die Region schwer zu beobachten ist, wurden in dem Arm auch Molekülwolken und Überreste von Supernovae beobachtet.